# 청원중학교
청원중학교(靑園中學校)는 대한민국 서울특별시 노원구 상계동에 위치한 사립 중학교이다.

## 학교 연혁
- 1952년 3월 5일 : 고려영수학관의 인가를 얻어 학관장에 설립자인 이인근 선생 취임
- 1955년 4월 27일 : 고흥중학교 설립인가를 얻고 초대 교장에 이인근 선생 취임
- 1961년 4월 26일 : 고흥중학교의 교명을 동대문중학교로 변경인가를 얻음
- 1972년 4월 21일 : 학교법인 고흥학원의 정관을 변경하여 청원학당으로 명칭을 변경
- 1978년 9월 21일 : 학교법인 청원학당 이사장에 이인근 선생 취임
- 1988년 11월 15일 : 용두동 교사에서 현 위치의 신축교사로 이전
- 1988년 11월 28일 : 동대문중학교의 교명을 청원중학교(24학급)로 변경인가를 얻음
- 2007년 11월 19일 : 본교 남녀 공학 전환인가를 받음
- 2009년 7월 28일 : 학교법인 청원학당의 정관을 변경하여 청원학원으로 명칭 변경
- 2013년 8월 1일 : 청원학원 이사장에 성상엽 선생 취임
- 2023년 2월 10일 : 제68회 졸업식을 갖고 총 29,017명의 졸업생을 배출
- 2023년 3월 1일 : 제22대 교장에 이광수 선생 취임
- 2023년 3월 2일 : 제71회 입학식 (7학급 168명)

## 참고 자료
- 청원중학교 - 한국교육학술정보원 학교알리미